# Heppenheim
Heppenheim település Németországban, Hessen tartományban. Lakosainak száma 27 610 fő (2023. december 31.).

## Fekvése
Az Odenwald nyugati lejtőjén, a Starkenburg lábánál fekvő gyógyhely.

## Története
A település keletkezése 755-ig vezethető vissza. 1232-ben a Lorsch kolostor birtokaihoz tartozott. A már messziről is látható Erős-vár (Starkenburg) a 11. században épült és a Lorsch kolostort védte. A városka gazdaságilag a 16. században élte virágkorát.

## Nevezetességek
- Városháza (Rathaus) - 1551-ben épült.
- A Markplatz favázas házai.
- Piactéri kút (Marienbrunnen) az 1793-ból való Mária-oszloppal.
- Népművészeti múzeum
- Szent Péter templom (St.Peterkirche) - A templomban látható a 13. századból való gótikus szobor, a Madonna a gyermekkel.

## Itt születtek, itt éltek
- Itt született Anton Schmitt, aki költészettel és irodalommal foglalkozott, de a legnagyobb elismerést a csőposta feltalálása szerezte neki.
- Itt élt 1917-től 1938-ig Martin Buber, akit szoros baráti szálak fűztek Franz Rosenzweig zsidó filozófus és teológushoz, együtt készítették elő a héber-biblia német kiadását.
- Itt volt patikusinas a modern vegyészet későbbi megalapozója: Justus von Liebig.
- Itt született Sebastian Vettel négyszeres világbajnok német Formula–1-es autóversenyző.
- Itt született Mai Thi Nguyen-Kim vietnámi származású német vegyész, tudományos újságíró.

## Galéria

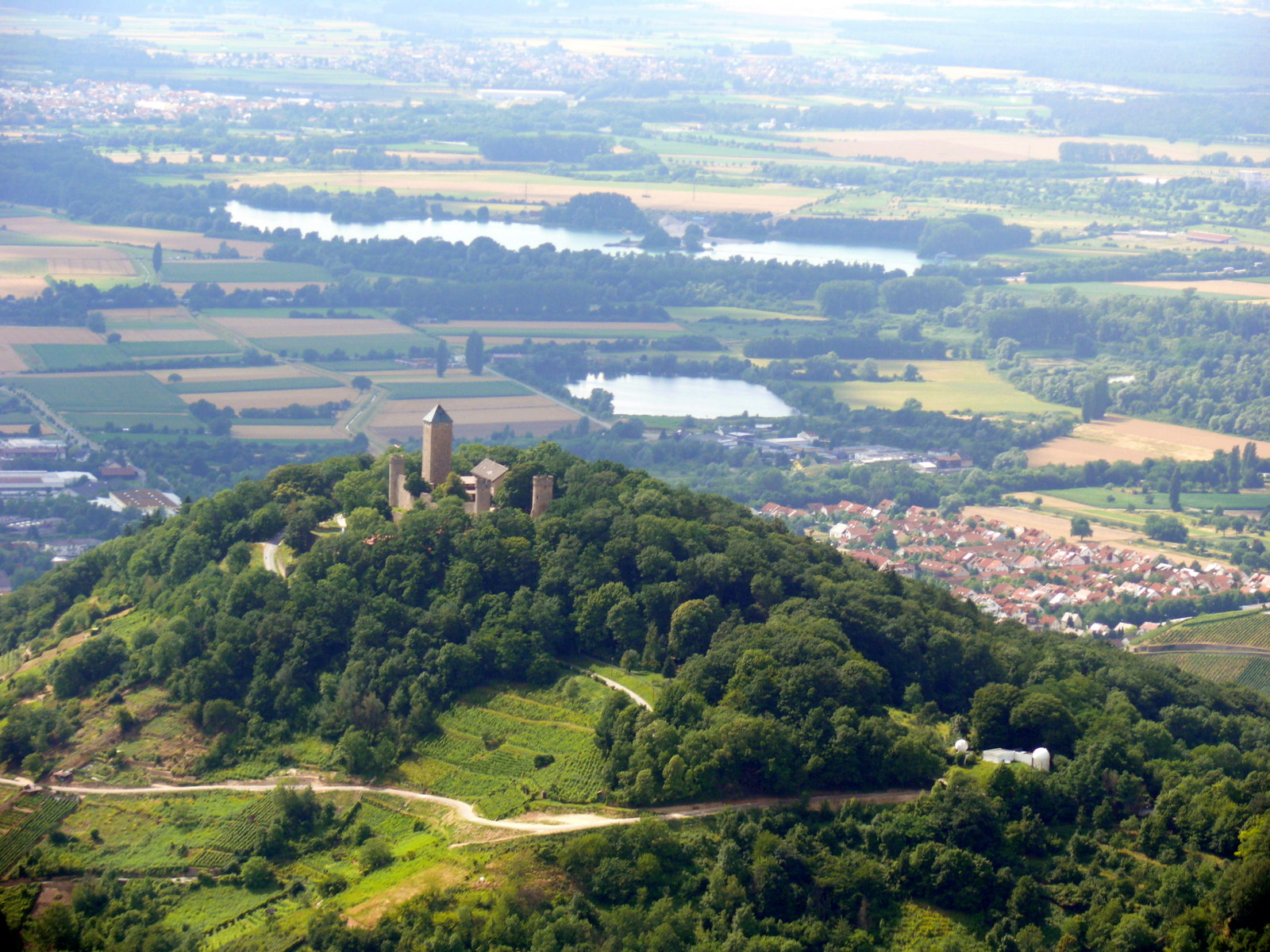
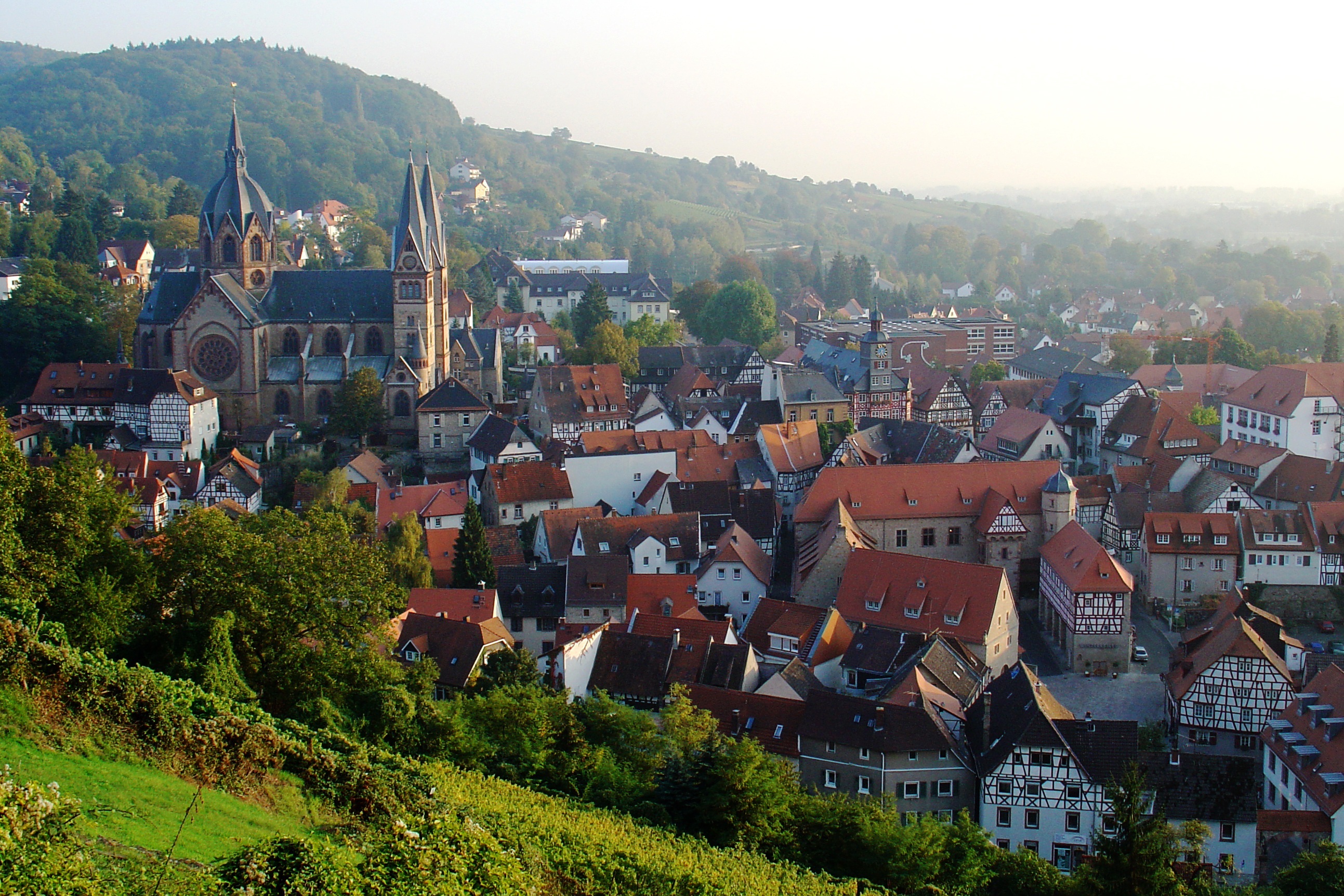
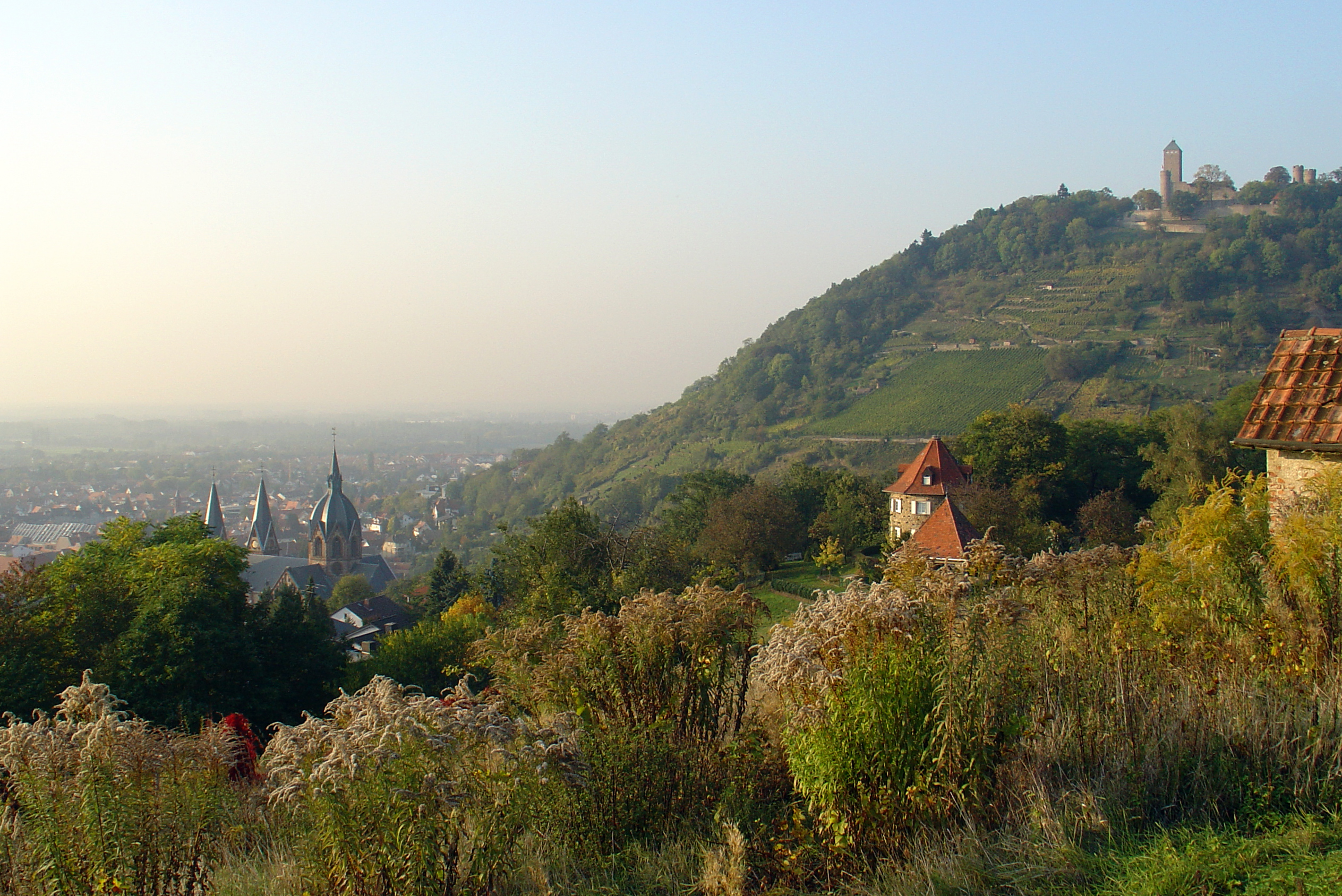
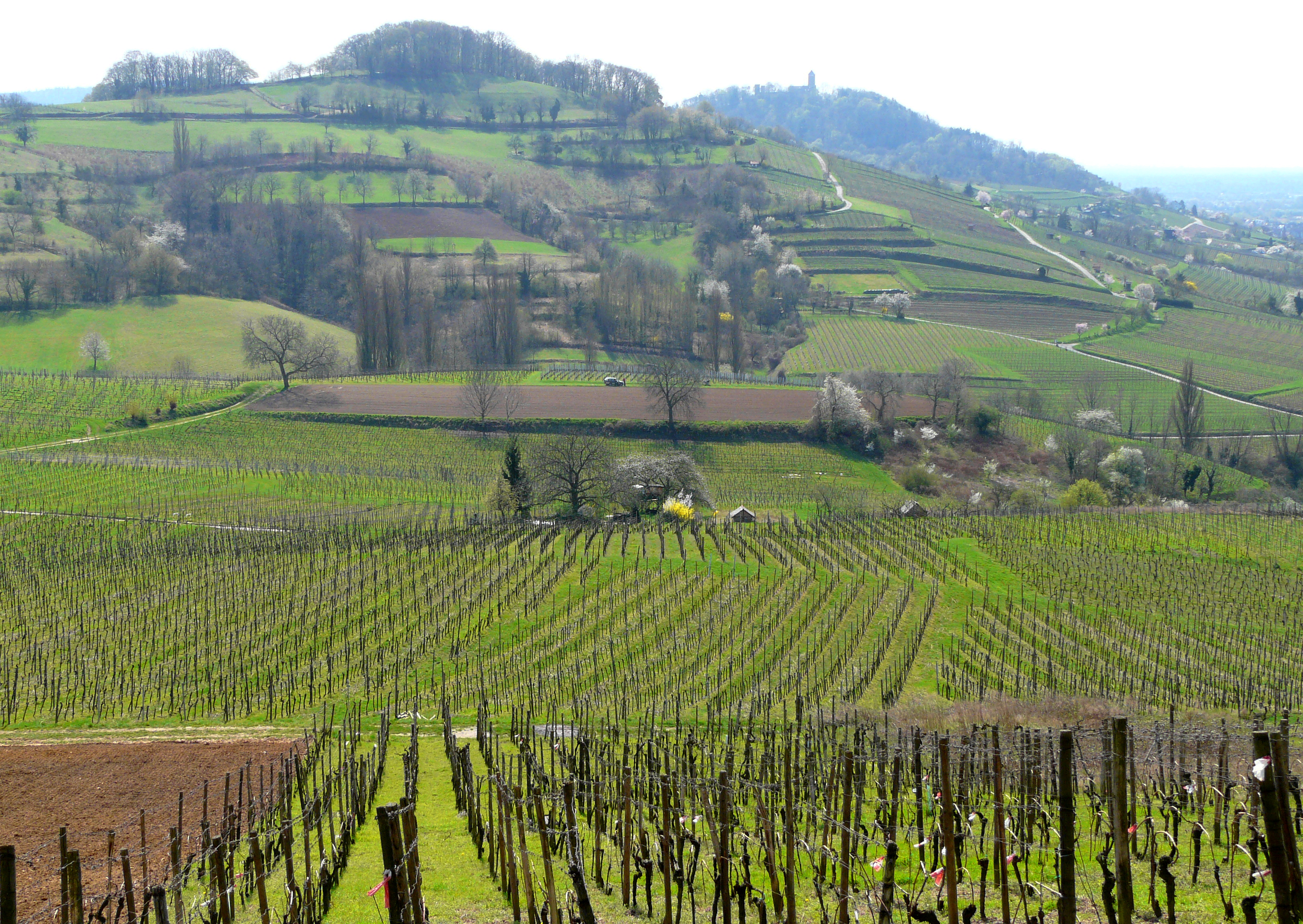
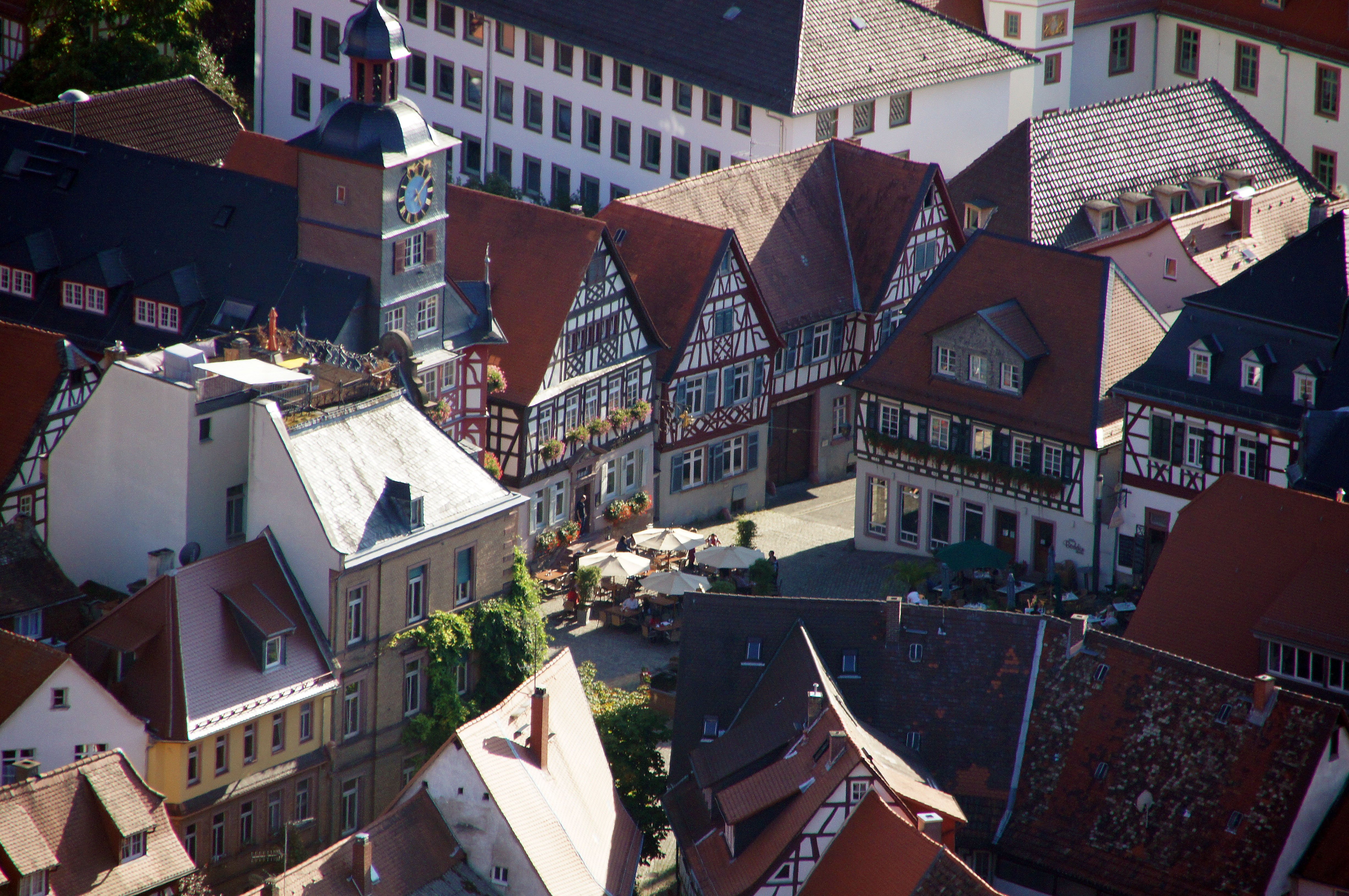
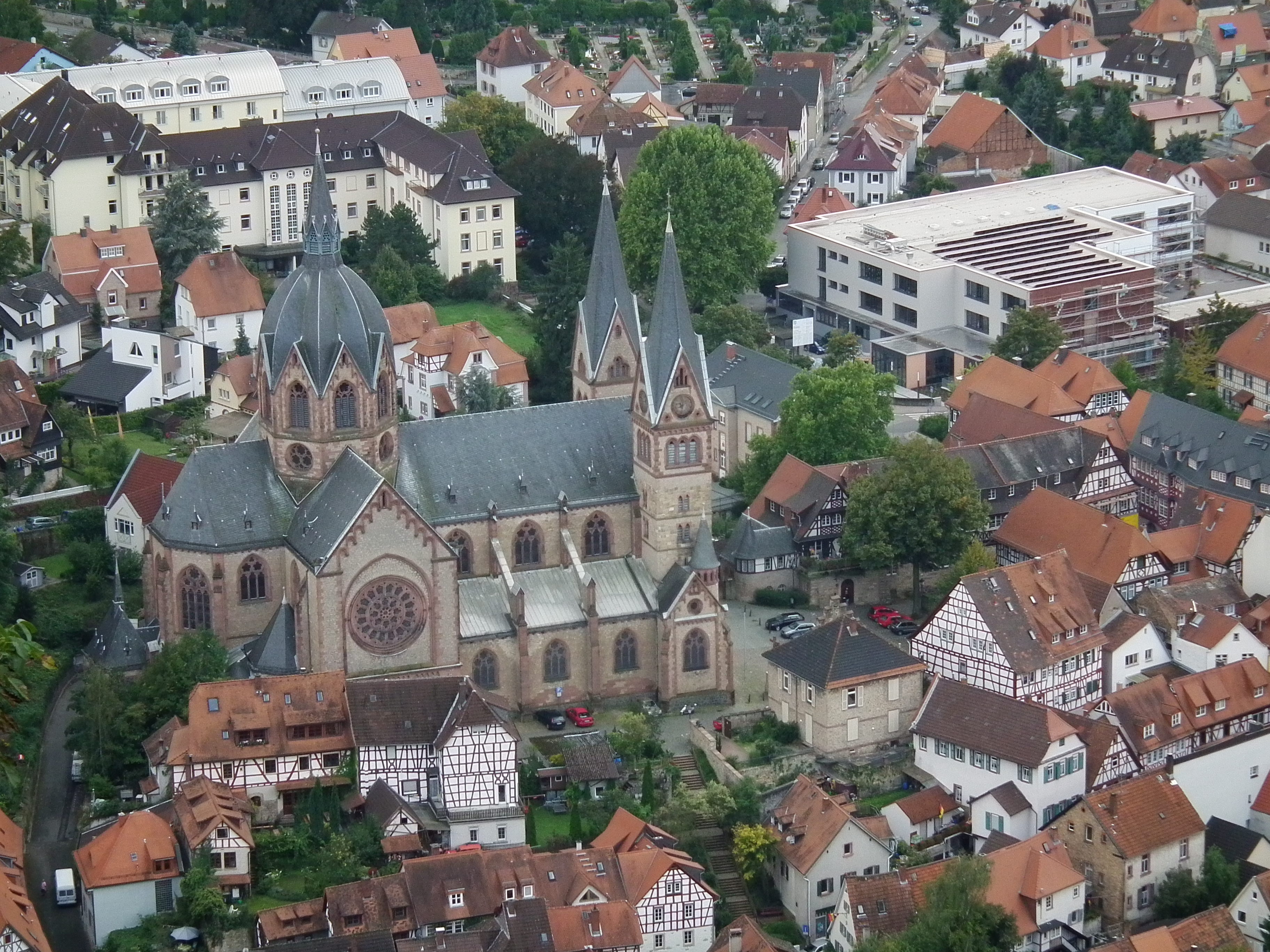
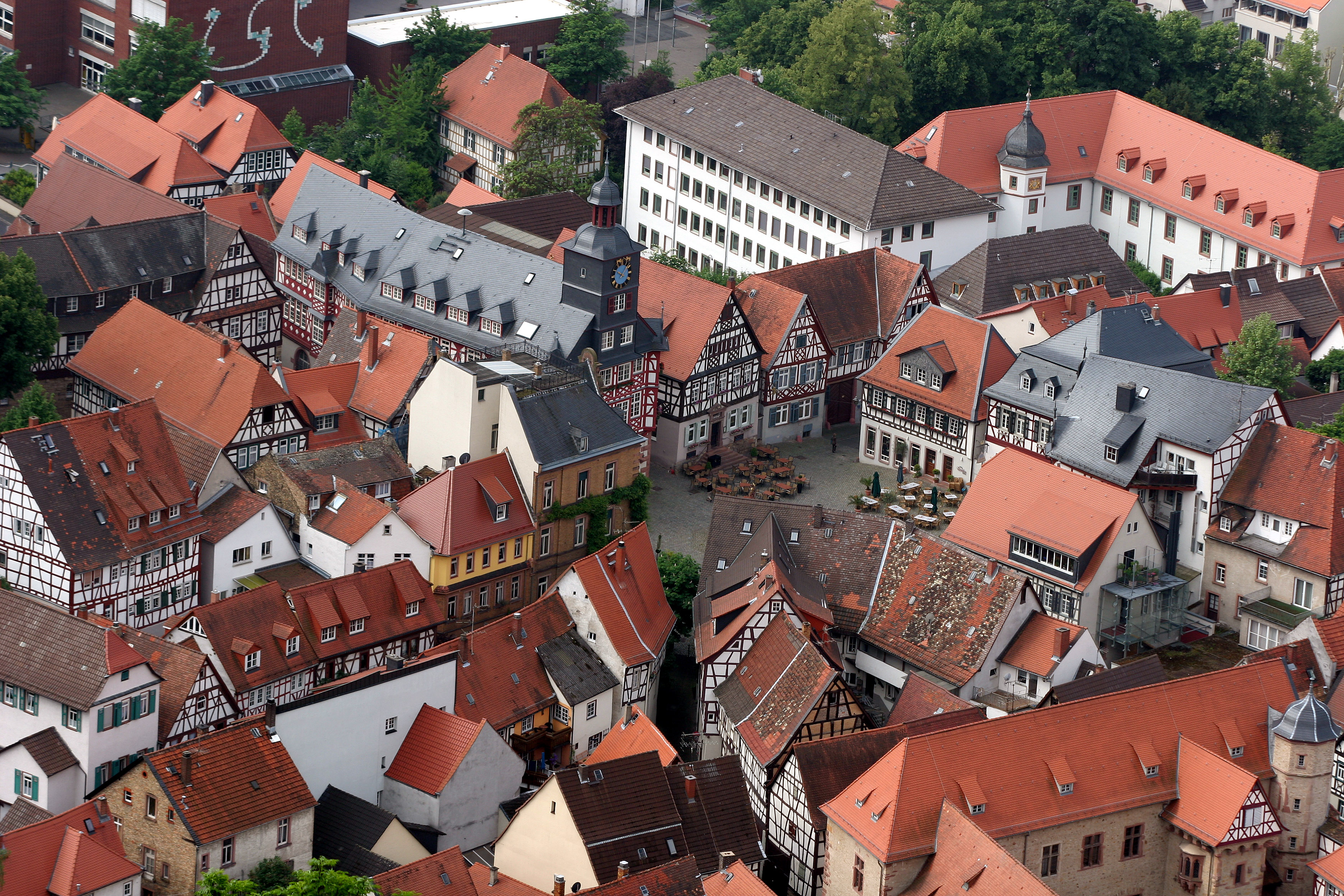
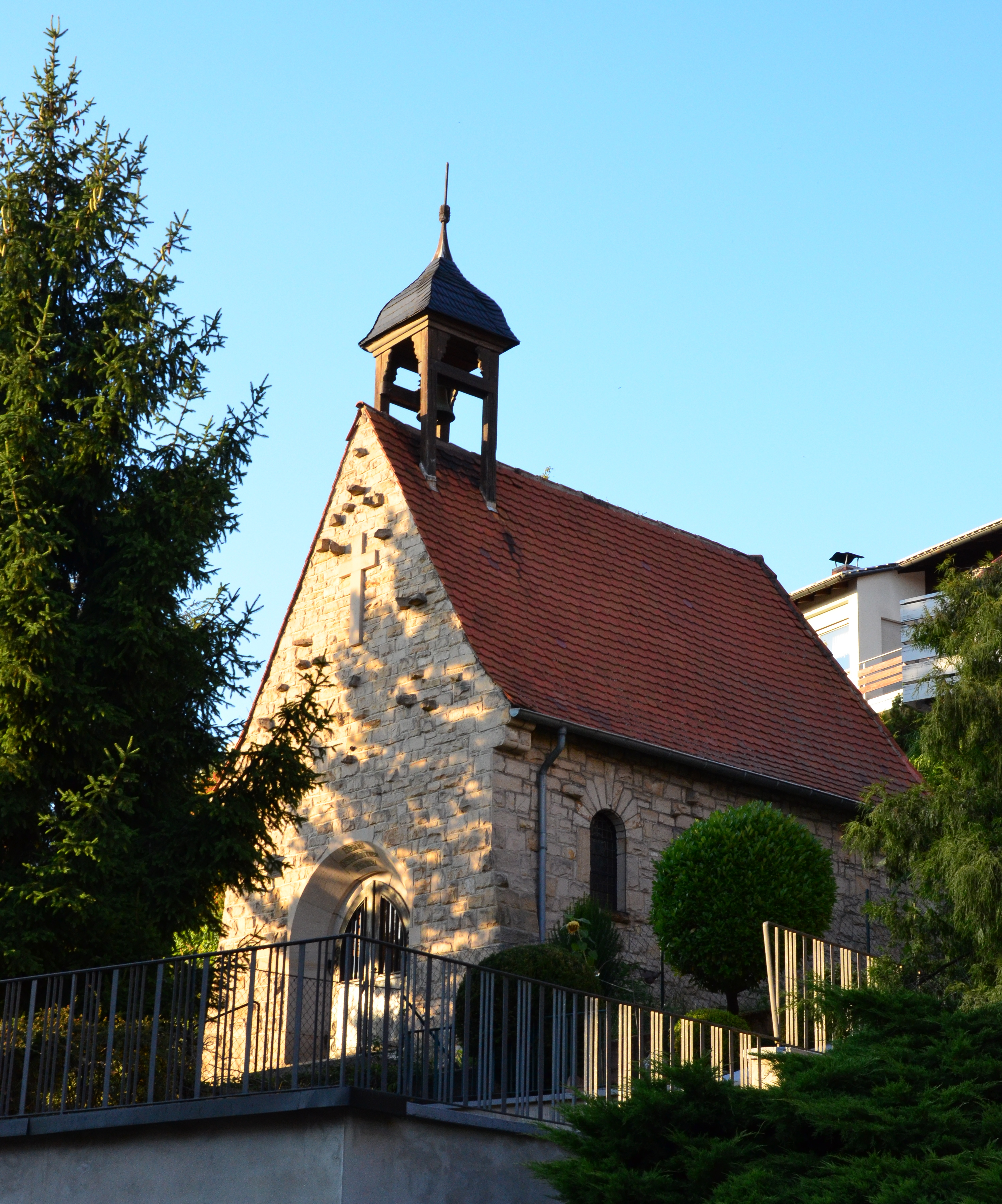
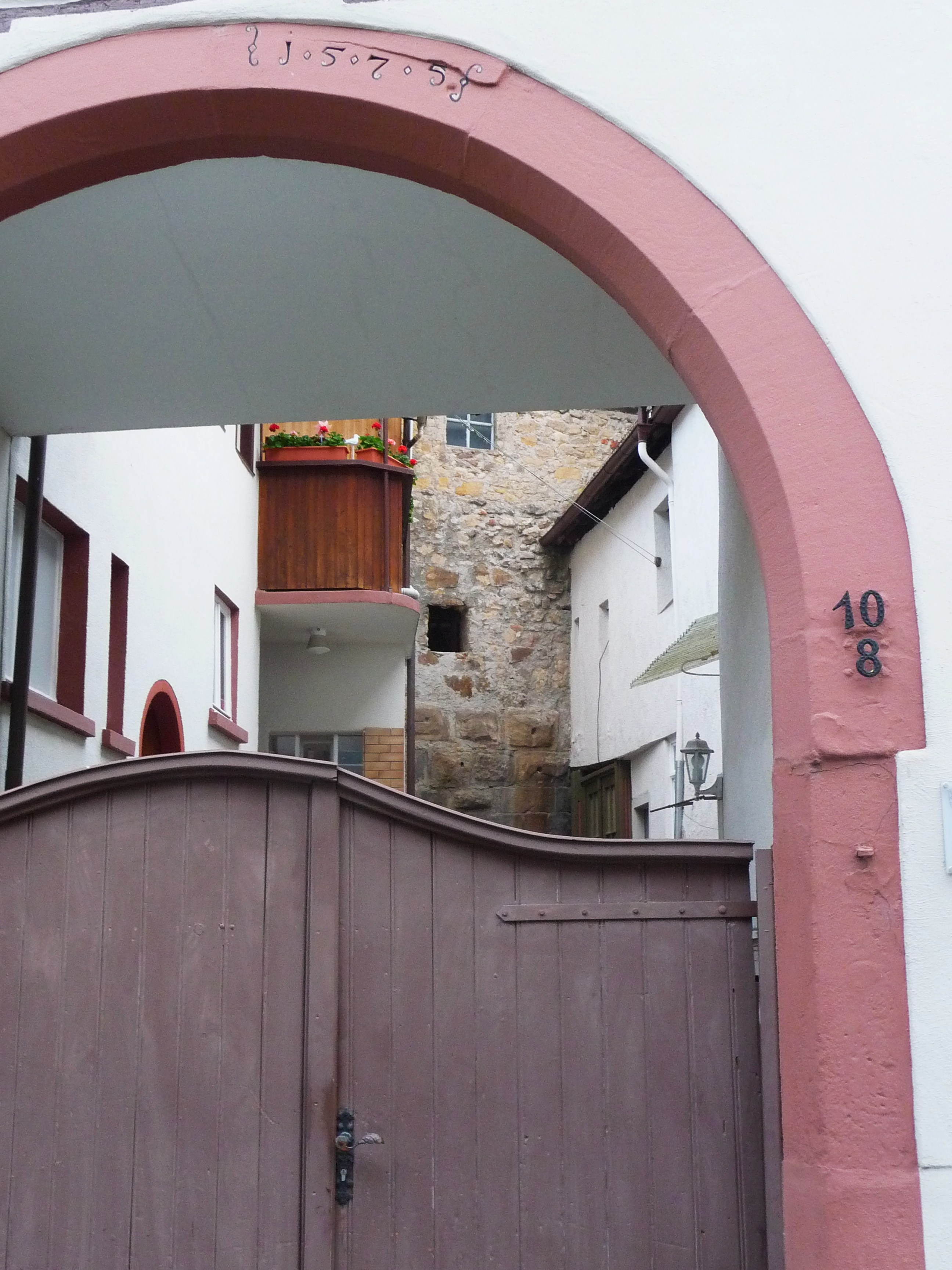
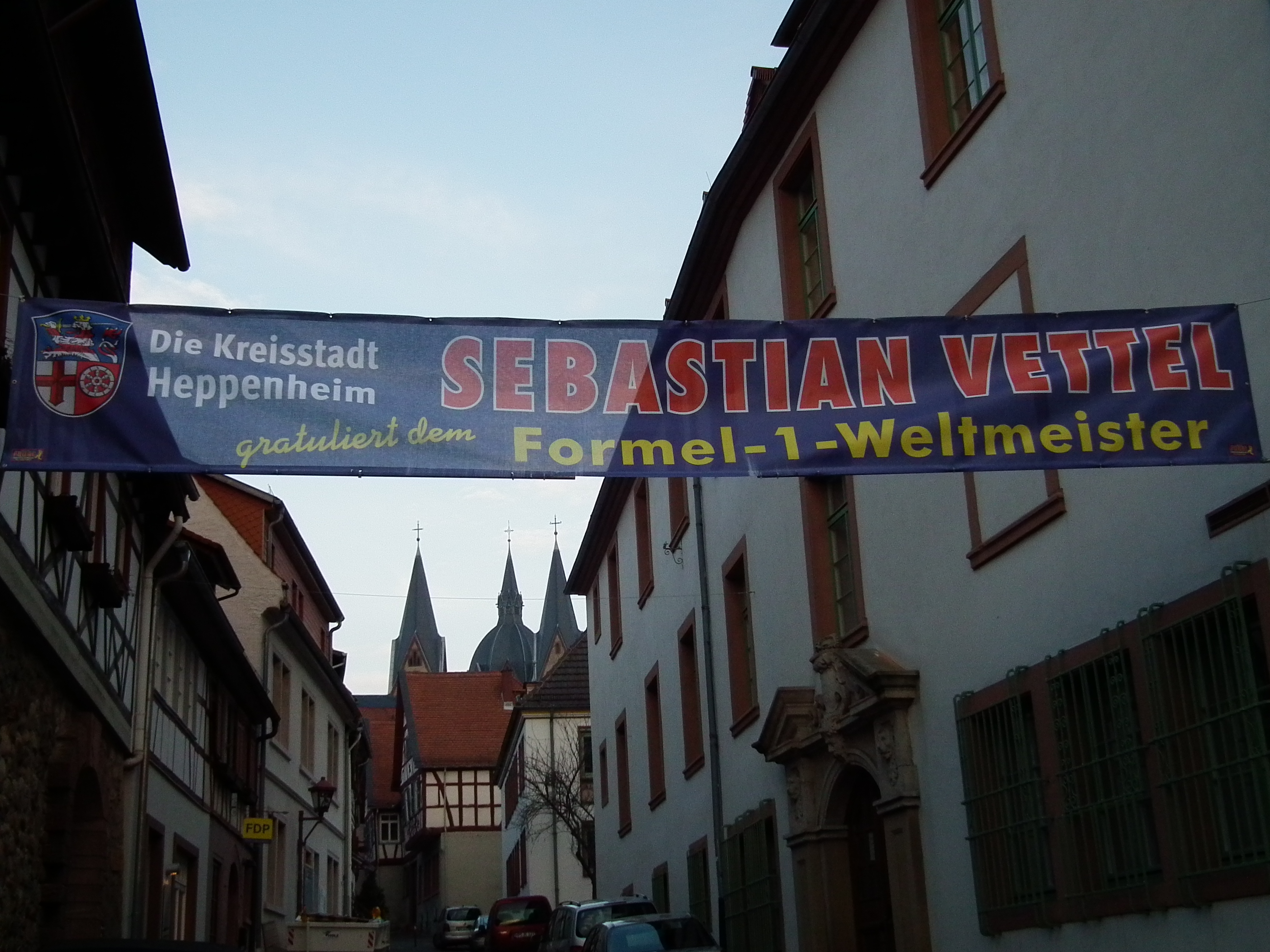
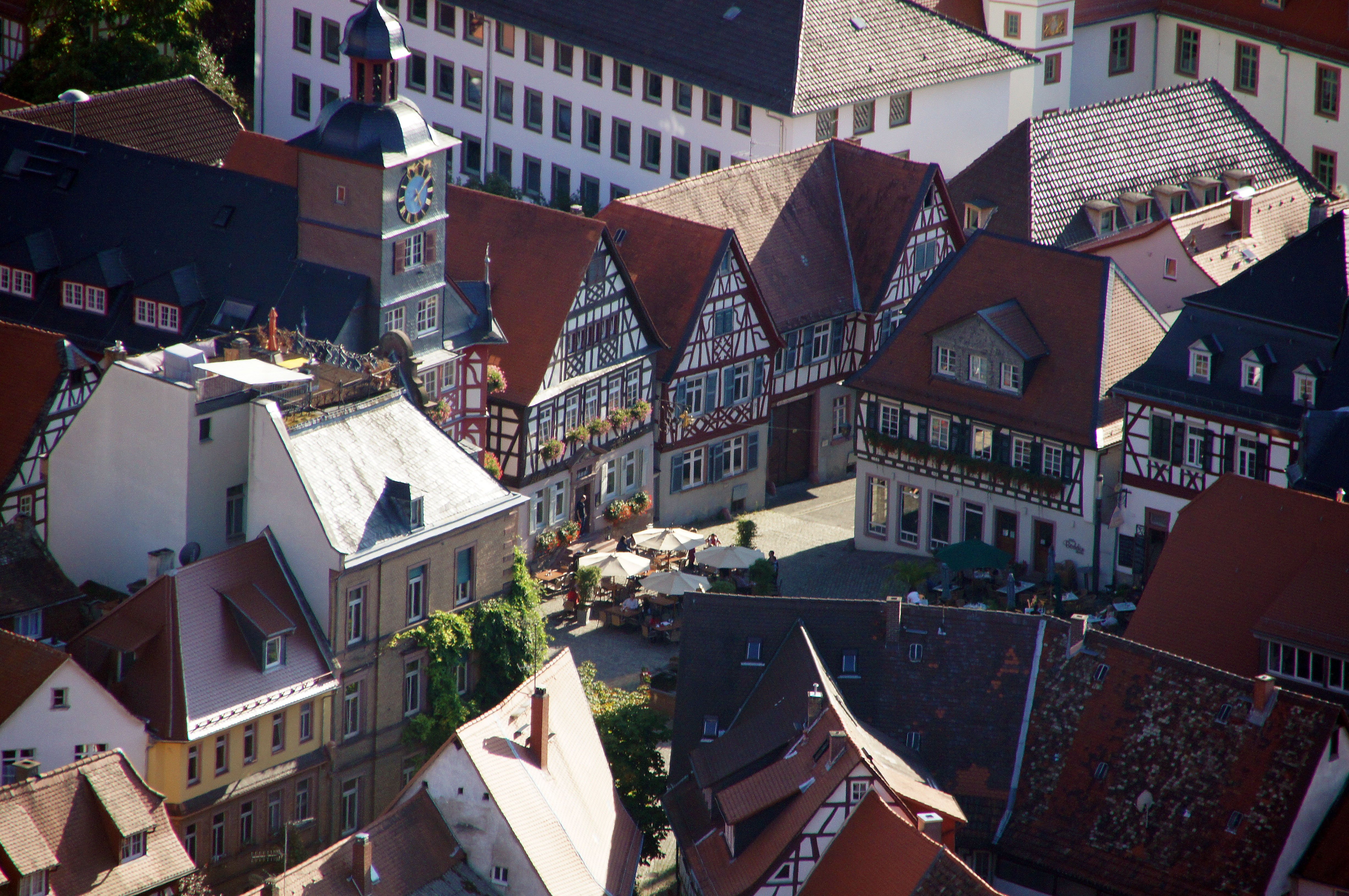
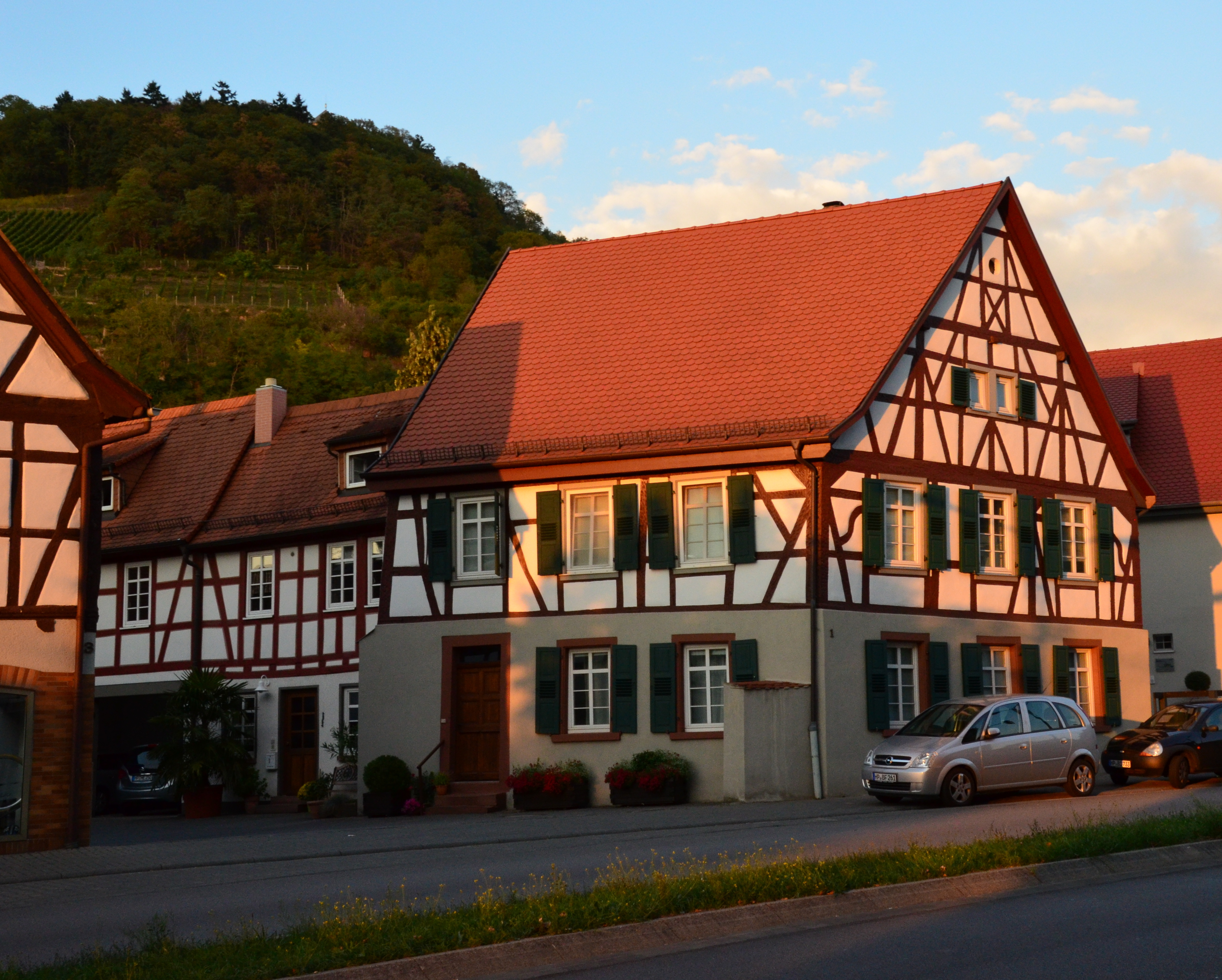

## Népesség
A település népességének változása:
| Lakosok száma | 25 284 | 25 755 | 26 023 | 26 357 | 26 946 | 27 610 |
|               | 2015   | 2017   | 2019   | 2021   | 2022   | 2023   |